# Хвича Кварацхелија
Хвича Кварацхелија (груз. ხვიჩა კვარაცხელია; Тбилиси, 12. фебруар 2001) грузијски је фудбалер и репрезентативац Грузије. Тренутно наступа за најтрофејнији француски клуб Пари Сен Жермен.

## Клупска каријера

### Рана каријера
Хвича Кварацхелија је сениорску фудбалску каријеру започео 2017. године у Динаму из Тбилисија. Након годину дана прешао је у Рустави.
2018. године га је дневни лист The Guardian сврстао у 60 најбољих младих фудбалера на свијету.

### Локомотива Москва
Дана 15. фебруара 2019. године Кварацхелија одлази на позајмицу у Локомотиву из Москве. Лигашки деби имао је 10. марта 2019. године, када је ушао у игру у 86. минути против Анжија.
Кварацхелија је напустио клуб 1. јула 2019. године, пошто му је истекла позајмица. Тадашњи тренер Локомотиве, Јури Сјомин, изјавио је како је био веома разочаран због нереализованог трансфера, сматрајући Кварацхелију веома талентованим играчем.

### Рубин Казањ
Дана 6. јула 2019. године Кварацхелија потписује петогодишњи уговор са Рубином из Казања. За клуб је дебитовао 15. јула 2019. године, и то баш против свог доскорашњег тима – Локомотиве. Хвича је ушао у игру у 66. минути, да би 10 минута касније постигао гол за коначних 1:1. Навијачи Рубина су на званичном сајту клуба прогласили Кварацхелију за играча утакмице.
За годину дана у клубу, Кварацхелијина тржишна вриједност порасла је пет пута.
Француски L'Équipe га је почетком 2021. године сврстао у 50 најбољих фудбалера рођених у 21. вијеку.

### Динамо Батуми
Почетком марта 2022. ФИФА је објавила да, због руске инвазије на Украјину, страни играчи у Русији могу једнострано прекинути своје уговоре и да им је дозвољено да потпишу са клубовима ван Русије до 30. јуна 2022. године. Рубин је 24. марта објавио да је Кварацхелијин уговор прекинут. Истог дана, Хвича потписује за грузијски Динамо Батуми.
Кварацхелија је за Динамо одиграо укупно 11 мечева у којима је постигао 8 голова и 2 асистенције. Проглашен је играчем другог кола у првој лиги Грузије.

### Наполи
Хвича Кварацхелија је 1. јула 2022. прешао у италијански Наполи. Свој први званични наступ у Серији А забиљежио је 15. августа 2022. против Хелас Вероне. У Наполијевој побједи од 5:2, Кварацхелија је уписао по гол и асистенцију. Шест дана касније, постигао је 2 гола у побједи од 4:0 против ФК Монце. Тиме је постао први играч у историји клуба који је постигао три гола у прва два лигашка кола. Проглашен је играчем мјесеца августа у Серији А.
Након одличних партија на старту сезоне, додијељен му је надимак: „Кварадона“.
Хвича је у Лиги шампиона дебитовао 7. септембра 2022. године против Ливерпула. У убједљивој побједи од 4:1, Кварацхелија је уписао једну асистенцију. Свој први гол у Лиги шампиона Кварацхелија је постигао 4. октобра у побједи од 6:1 против Ајакса у Амстердаму. У реванш-мечу у Напуљу, Хвича је поново постигао гол и асистирао, те је проглашен играчем утакмице. Потом је уврштен и у тим седмице у Лиги шампиона.
Кварацхелија је са Наполијем постао шампион Италије у сезони 2022/23, освојивши 90 бодова, 16 више од другопласираног Лација. Наполи је тако освојио „скудето” по први пут од 1990. године и ере Дијега Марадоне. Хвича је сезону завршио са 12 голова и 10 асистенција, те му је додијељена награда најкориснијег играча лиге.

### Пари Сен Жермен
17. јануара 2025. године Кварацхелија је потписао уговор са Пари Сен Жерменом на четири и по године одн. до лета 2029. чиме је постао први Грузијац у историји клуба из Париза.

## Репрезентативна каријера
Кварацхелија је дебитовао за фудбалску репрезентацију Грузије 7. јуна 2019. године као стартер на утакмици квалификација за Европско првенство 2020. против Гибралтара. Дана 14. октобра 2020. године Хвича је постигао први гол у дресу сениорске репрезентације, у утакмици УЕФА Лиге нација против Сјеверне Македоније.
У четири утакмице прве фазе УЕФА Лиге нација 2022/23, Кварацхелија је забиљежио 3 гола и 2 асистенције, чиме се попео на друго мјесто најбољих стријелаца Лиге Ц.

## Приватни живот
Хвича Кварацхелија је син бившег фудбалера Бадрија Кварацхелије. Има два брата, од којих млађи, Торнике, такође игра фудбал.

## Статистика

### Клупска статистика
Ажурирано 13. августа 2025.
| Клуб              | Сезона            | Лига    | Лига   | Куп     | Куп    | Европа  | Европа | Друго   | Друго  | Укупно  | Укупно |
| Клуб              | Сезона            | Наступи | Голови | Наступи | Голови | Наступи | Голови | Наступи | Голови | Наступи | Голови |
| ----------------- | ----------------- | ------- | ------ | ------- | ------ | ------- | ------ | ------- | ------ | ------- | ------ |
| Динамо Тбилиси    | 2017.             | 4       | 1      | 1       | 0      | —       | —      | —       | —      | 5       | 1      |
| Динамо Тбилиси    | Укупно            | 4       | 1      | 1       | 0      | —       | —      | —       | —      | 5       | 1      |
| Рустави           | 2018.             | 18      | 3      | —       | —      | —       | —      | —       | —      | 18      | 3      |
| Рустави           | Укупно            | 18      | 3      | —       | —      | —       | —      | —       | —      | 18      | 3      |
| Локомотива Москва | 2018/19.          | 7       | 1      | 3       | 0      | —       | —      | —       | —      | 10      | 1      |
| Локомотива Москва | Укупно            | 7       | 1      | 3       | 0      | —       | —      | —       | —      | 10      | 1      |
| Рубин Казањ       | 2019/20.          | 27      | 3      | 1       | 0      | —       | —      | —       | —      | 28      | 3      |
| Рубин Казањ       | 2020/21.          | 23      | 4      | —       | —      | —       | —      | —       | —      | 23      | 4      |
| Рубин Казањ       | 2021/22.          | 19      | 2      | 1       | 0      | 2       | 0      | —       | —      | 22      | 2      |
| Рубин Казањ       | Укупно            | 69      | 9      | 2       | 0      | 2       | 0      | —       | —      | 73      | 9      |
| Динамо Батуми     | 2022.             | 11      | 8      | —       | —      | —       | —      | —       | —      | 11      | 8      |
| Динамо Батуми     | Укупно            | 11      | 8      | —       | —      | —       | —      | —       | —      | 11      | 8      |
| Наполи            | 2022/23.          | 34      | 12     | 0       | 0      | 9       | 2      | —       | —      | 43      | 14     |
| Наполи            | 2023/24.          | 34      | 11     | 1       | 0      | 8       | 0      | 2       | 0      | 45      | 11     |
| Наполи            | 2024/25.          | 17      | 5      | 2       | 0      | —       | —      | —       | —      | 19      | 5      |
| Наполи            | Укупно            | 85      | 28     | 3       | 0      | 17      | 2      | 2       | 0      | 107     | 30     |
| Пари Сен Жермен   | 2024/25.          | 14      | 4      | 2       | 0      | 9       | 3      | 7       | 1      | 32      | 8      |
| Пари Сен Жермен   | 2025/26.          | 0       | 0      | 0       | 0      | 0       | 0      | 1       | 0      | 1       | 0      |
| Пари Сен Жермен   | Укупно            | 14      | 4      | 2       | 0      | 9       | 3      | 8       | 1      | 33      | 8      |
| Укупно у каријери | Укупно у каријери | 208     | 54     | 11      | 0      | 28      | 5      | 10      | 1      | 257     | 60     |

### Репрезентативна статистика
Ажурирано 23. марта 2025.
| Репрезентација | Година | Наступи | Голови |
| -------------- | ------ | ------- | ------ |
| Грузија        | 2019.  | 1       | 0      |
| Грузија        | 2020.  | 4       | 1      |
| Грузија        | 2021.  | 7       | 4      |
| Грузија        | 2022.  | 7       | 5      |
| Грузија        | 2023.  | 9       | 5      |
| Грузија        | 2024.  | 12      | 2      |
| Грузија        | 2025.  | 1       | 1      |
| Укупно         | Укупно | 41      | 18     |

| Број | Датум               | Стадион                                                    | Противник          | Гол за | Коначан резултат | Такмичење                                           |
| ---- | ------------------- | ---------------------------------------------------------- | ------------------ | ------ | ---------------- | --------------------------------------------------- |
| 1    | 14. октобар 2020.   | Национална арена Тоше Проески, Скопље, Сјеверна Македонија | Северна Македонија | 1—0    | 1—1              | УЕФА Лига нација 2020/21.                           |
| 2    | 28. март 2021.      | Борис Паичадзе Динамо арена, Тбилиси, Грузија              | Шпанија            | 1—0    | 1—2              | Квалификације за Свјетско првенство у фудбалу 2022. |
| 3    | 31. март 2021.      | Стадион Тумба, Солун, Грчка                                | Грчка              | 1—1    | 1—1              | Квалификације за Свјетско првенство у фудбалу 2022. |
| 4    | 11. новембар 2021.  | Стадион Батуми, Батуми, Грузија                            | Шведска            | 1—0    | 2—0              | Квалификације за Свјетско првенство у фудбалу 2022. |
| 5    | 11. новембар 2021.  | Стадион Батуми, Батуми, Грузија                            | Шведска            | 2—0    | 2—0              | Квалификације за Свјетско првенство у фудбалу 2022. |
| 6    | 2. јун 2022.        | Борис Паичадзе Динамо арена, Тбилиси, Грузија              | Гибралтар          | 1—0    | 4—0              | УЕФА Лига нација 2022/23.                           |
| 7    | 5. јун 2022.        | Хувефарма арена, Разград, Бугарска                         | Бугарска           | 4—1    | 5—2              | УЕФА Лига нација 2022/23.                           |
| 8    | 9. јун 2022.        | Национална арена Тоше Проески, Скопље, Сјеверна Македонија | Северна Македонија | 2—0    | 3—0              | УЕФА Лига нација 2022/23.                           |
| 9    | 23. септембар 2022. | Борис Паичадзе Динамо арена, Тбилиси, Грузија              | Северна Македонија | 2—0    | 2—0              | УЕФА Лига нација 2022/23.                           |
| 10   | 26. септембар 2022. | Стадион Викторија, Гибралтар                               | Гибралтар          | 1—0    | 2—1              | УЕФА Лига нација 2022/23.                           |
| 11   | 12. октобар 2023.   | Стадион Михаил Мески, Тбилиси, Грузија                     | Тајланд            | 8—0    | 8—0              | Пријатељска                                         |
| 12   | 15. октобар 2023.   | Стадион Михаил Мески, Тбилиси, Грузија                     | Кипар              | 2—0    | 4—0              | Квалификације за Европско првенство 2024. — група А |
| 13   | 16. новембар 2023.  | Борис Паичадзе Динамо арена, Тбилиси, Грузија              | Шкотска            | 1—0    | 2—2              | Квалификације за Европско првенство 2024. — група А |
| 14   | 16. новембар 2023.  | Борис Паичадзе Динамо арена, Тбилиси, Грузија              | Шкотска            | 2—1    | 2—2              | Квалификације за Европско првенство 2024. — група А |
| 15   | 19. новембар 2023.  | Стадион Хозе Зориља, Ваљадолид, Шпанија                    | Шпанија            | 1—1    | 1—3              | Квалификације за Европско првенство 2024. — група А |
| 16   | 26. јун 2024.       | Фелтинс арена, Гелзенкирхен, Немачка                       | Португалија        | 1—0    | 2—0              | Европско првенство у фудбалу 2024 — група Ф         |
| 17   | 7. септембар 2024.  | Стадион Михаил Мески, Тбилиси, Грузија                     | Чешка              | 1—0    | 4—1              | УЕФА Лига нација 2024/25. — Лига Б                  |
| 18   | 23. март 2025.      | Борис Паичадзе Динамо арена, Тбилиси, Грузија              | Јерменија          | 6—1    | 6—1              | УЕФА Лига нација 2024/25. — плеј оф                 |

## Трофеји

### Локомотива Москва
- Куп Русије (1) : 2018/19.

### Наполи
- Серија А (1) : 2022/23.

### Пари Сен Жермен
- Лига 1 (1) : 2024/25.
- Куп Француске (1) : 2024/25.
- Лига шампиона (1) : 2024/25.
- УЕФА суперкуп (1) : 2025.
- Светско клупско првенство : финалиста 2025.